# Terry Palmer
Terry Palmer (* 20. Februar 1952 in Cambridge, Massachusetts) ist ein ehemaliger US-amerikanischer Skirennläufer.
Palmer trat in der Saison 1971/72 im alpinen Skiweltcup an und erreichte dabei eine Platzierung unter den besten Zehn. Anschließend wechselte er zur U.S. Pro-Ski Tour. Zusammen mit seinem Bruder Tyler nahm er an den Olympischen Winterspielen 1972 in Sapporo teil.
Nach Beendigung seiner aktiven Karriere arbeitet Palmer als Skilehrer und Trainer.
Des Weiteren wurde ihm zu Ehren im Waterville Valley, New Hampshire, eine Skipiste nach ihm benannt.